# Robin Metzer
Robin Metzer (* 1993 in Mönchengladbach) ist ein deutscher Bühnen- und Kostümbildner und Szenograf.

## Leben
Metzer assistierte zunächst am Forum Freies Theater, der Studiobühne Köln sowie am Berliner Ensemble. Im Jahr 2017 war er im Stipendiatenprogramm des Heidelberger Stückemarktes. Während seines Bühnenraumstudiums an der Universität der Künste Berlin bei Janina Audick, Penelope Wehrli und Hartmut Meyer entwickelte er erste Bühnenbilder für die Volksbühne Berlin und das Schauspielhaus Hamburg. Als Bühnenbildner hat er u. a. mit den Regisseuren Moritz Beichl, Marius Schötz, Rebekka David, Jacob Höhne und Max Linz zusammengearbeitet.
Weitere Arbeiten folgten u. a. am Volkstheater Wien, Theater Rambazamba, Staatstheater Braunschweig Schauspiel Hannover, Volkstheater Rostock und am Staatstheater Saarbrücken.
Neben seiner Tätigkeit als Bühnenbildner arbeitet er auch als Szenenbildner und entwarf das Szenenbild für den Kinospielfilm L’ état et moi, der 2022 auf Berlinale Premiere feierte.

„Robin Metzer gestaltet Bühnen, die ihrer eigenen Dramaturgie folgen – Inspiration bekommt er aus der bildenden Kunst“